# Kappa Canis Majoris
Kappa Canis Majoris (κ CMa) – gwiazda w gwiazdozbiorze Wielkiego Psa. Jest odległa od Słońca o około 659 lat świetlnych.

## Charakterystyka
Jest to błękitna gwiazda należąca do typu widmowego B1,5. Jej jasność jest 22 700 razy większa od jasności Słońca, a temperatura to około 24 200 K. Promień tej gwiazdy jest 8,6 raza większy niż promień Słońca. Masa tej gwiazdy to około 12 mas Słońca, istnieje ona od około 15 milionów lat i jest bliska stadium podolbrzyma lub już na nie wkroczyła, kończąc syntezę wodoru w hel w jądrze.
Przed 1963 rokiem miała ona wielkość obserwowaną około 3,96m, ale w ciągu następnych 15 lat pojaśniała około dwukrotnie, do wielkości 3,52m. Takie zmiany jasności nie są rzadkością wśród gwiazd zmiennych typu Gamma Cassiopeiae, do których należy Kappa Canis Majoris. Na podstawie barwy gwiazdy ocenia się, że materia międzygwiazdowa i zawarta w dysku zmniejszają obserwowaną wielkość o 0,8m. Jeżeli parametry gwiazdy miałyby być oceniane na podstawie wartości sprzed pojaśnienia, a ekstynkcja międzygwiazdowa w przestrzeni pomiędzy nią a Układem Słonecznym jest mniejsza, to jasność gwiazdy może być znacznie mniejsza – 10 700 L☉; jej masa w tym przypadku byłaby równa 10,5 M☉. Gwiazda ma prawdopodobnie dość dużą masę, żeby zakończyć życie jako supernowa.
Gwiazdę otacza gruby pierścień materii, z którego pochodzą linie emisyjne wodoru. Zmierzona prędkość obrotu tej gwiazdy na równiku to 244 km/s, ale nachylenie dysku wokół gwiazdy sugeruje, że jej oś jest nachylona pod kątem 35° do kierunku obserwacji, co znaczyłoby, że jej rzeczywista prędkość obrotu to aż 425 km/s, 80% wartości, jaka rozerwałaby gwiazdę. Efektem tego jest znaczne spłaszczenie gwiazdy i nierównomierna temperatura fotosfery (bieguny gwiazdy są gorętsze niż równik, gdzie otoczka jądra jest grubsza), co utrudnia ocenę parametrów fizycznych gwiazdy.